# Kabinda
 Ikke at forveksle med Cabinda.
Kabinda er en by i DR Congo. 
Byen var indtil 2015 hovedbyen i Kabinda District i provinsen Kasaï Oriental, der i 2015 blev lagt sammen med den autonome by Mwene Ditu i dannelsen af den nye provins Lomami. Byen havde i 2010 en befolkning på 192.364 personer. Kabinda er beliggende 845 meter over havets overflade og betjenes af Tunta Airport. 

## Anden Congokrig
Under den anden Congokrig blev Kabinda ødelagt i forbindelse med kampe mellem Congolesiske styrker og Rwanda-oprørere, der rykkede mod vest på vej mod området omkring Mbuji-Mayi, hvor der produceres diamanter. Byen blev omringet og belejret af Rwandanesiske styrker i to år, men byen forblev dog under kontrol af Congos regering.